# Lijst van staatshoofden van Azerbeidzjan
Hieronder volgt een lijst van leiders van Azerbeidzjan vanaf 1918. De lijst bevat de leiders van de Democratische Republiek Azerbeidzjan (1918-1920), de Transkaukasische Socialistische Federatieve Sovjetrepubliek (1922-1936), de Azerbeidzjaanse SSR (1920-1991) en de huidige republiek Azerbeidzjan.
| #                                                                         | Naam                     | Foto | Ambtsperiode                         | Partij                  |
| ------------------------------------------------------------------------- | ------------------------ | ---- | ------------------------------------ | ----------------------- |
| Voorzitter van de Azerbeidzjaanse Nationale Raad                          |                          |      |                                      |                         |
| 1                                                                         | Mahammad Amin Rasulzade  |      | 28 mei - 7 december 1918             | Müsavat                 |
| Voorzitter van het Azerbeidzjaanse parlement                              |                          |      |                                      |                         |
| 1                                                                         | Alimardan Topchubashov   |      | 7 december 1918 - 27 april 1920      | Ittifaq al-Muslimin     |
| Voorzitter van het Presidium van de Azerbeidzjaanse Communistische Partij |                          |      |                                      |                         |
| 1                                                                         | Mirza Davud Huseynov     |      | 28 april 1920 - 23 juli 1920         | Communistische Partij   |
| 2                                                                         | Victor Naneyshvili       |      | 23 juli 1920 - 9 september 1920      | Communistische Partij   |
| 3                                                                         | Jelena Stasova           |      | 9 september 1920 - 15 september 1920 | Communistische Partij   |
| 4                                                                         | Vladimir Dumbadze        |      | 15 september 1920 - 24 november 1920 | Communistische Partij   |
| Uitvoerend Secretaris van de Azerbeidzjaanse Communistische Partij        |                          |      |                                      |                         |
| 1                                                                         | Grigory Kaminsky         |      | 24 oktober 1920 - 24 juli 1921       | Communistische Partij   |
| Eerste Secretaris van de Azerbeidzjaanse Communistische Partij            |                          |      |                                      |                         |
| 1                                                                         | Sergej Kirov             |      | 24 juli 1921 - januari 1925          | Communistische Partij   |
| 2                                                                         | Ruhulla Akhundov         |      | 1925 - 1926                          | Communistische Partij   |
| 3                                                                         | Levon Mirzoyan           |      | 21 januari 1926 - 11 juli 1929       | Communistische Partij   |
| 4                                                                         | Nikolay Gikalo           |      | 11 juli 1929 - 5 augustus 1930       | Communistische Partij   |
| 5                                                                         | Vladimir Polonsky        |      | 5 augustus 1930 - 7 februari 1933    | Communistische Partij   |
| 6                                                                         | Ruben Rubenov            |      | 7 februari - 10 december 1933        | Communistische Partij   |
| 7                                                                         | Mir Jafar Baghirov       |      | 10 december 1933 - 6 april 1953      | Communistische Partij   |
| 8                                                                         | Mir Teymur Yaqubov       |      | 6 april 1953 - 17 februari 1954      | Communistische Partij   |
| 9                                                                         | Imam Mustafayev          |      | 17 februari 1954 - 10 juli 1959      | Communistische Partij   |
| 10                                                                        | Vali Akhundov            |      | 10 juli 1959 - 14 juli 1969          | Communistische Partij   |
| 11                                                                        | Heydər Aliyev            |      | 14 juli 1969 - 3 december 1982       | Communistische Partij   |
| 12                                                                        | Kamran Baghirov          |      | 3 december 1982 - 21 mei 1988        | Communistische Partij   |
| 13                                                                        | Abdurrahman Vazirov      |      | 21 mei 1988 - 25 januari 1990        | Communistische Partij   |
| 14                                                                        | Ayaz Mutalibov           |      | 25 januari 1990 - 14 september 1991  | Communistische Partij   |
| President van Azerbeidzjan                                                |                          |      |                                      |                         |
| 1                                                                         | Ayaz Mütallibov          |      | 30 augustus 1991 - 6 maart 1992      | Onafhankelijk           |
| —                                                                         | Yaqub Mammadov (interim) |      | 6 maart 1992 - 14 mei 1992           | Onafhankelijk           |
| —                                                                         | Ayaz Mütallibov          |      | 14 mei - 18 mei 1992                 | Onafhankelijk           |
| —                                                                         | Isa Gambar (interim)     |      | 19 mei 1992 - 16 juni 1992           | Volksfront Azerbeidzjan |
| 2                                                                         | Abulfaz Elchibey         |      | 16 juni 1992 - 1 september 1993      | Volksfront Azerbeidzjan |
| 3                                                                         | Heydər Aliyev            |      | 3 oktober 1993 - 31 oktober 2003     | Nieuw Azerbeidzjan      |
| 4                                                                         | İlham Aliyev             |      | 31 oktober 2003 - heden              | Nieuw Azerbeidzjan      |